# 幕張駅

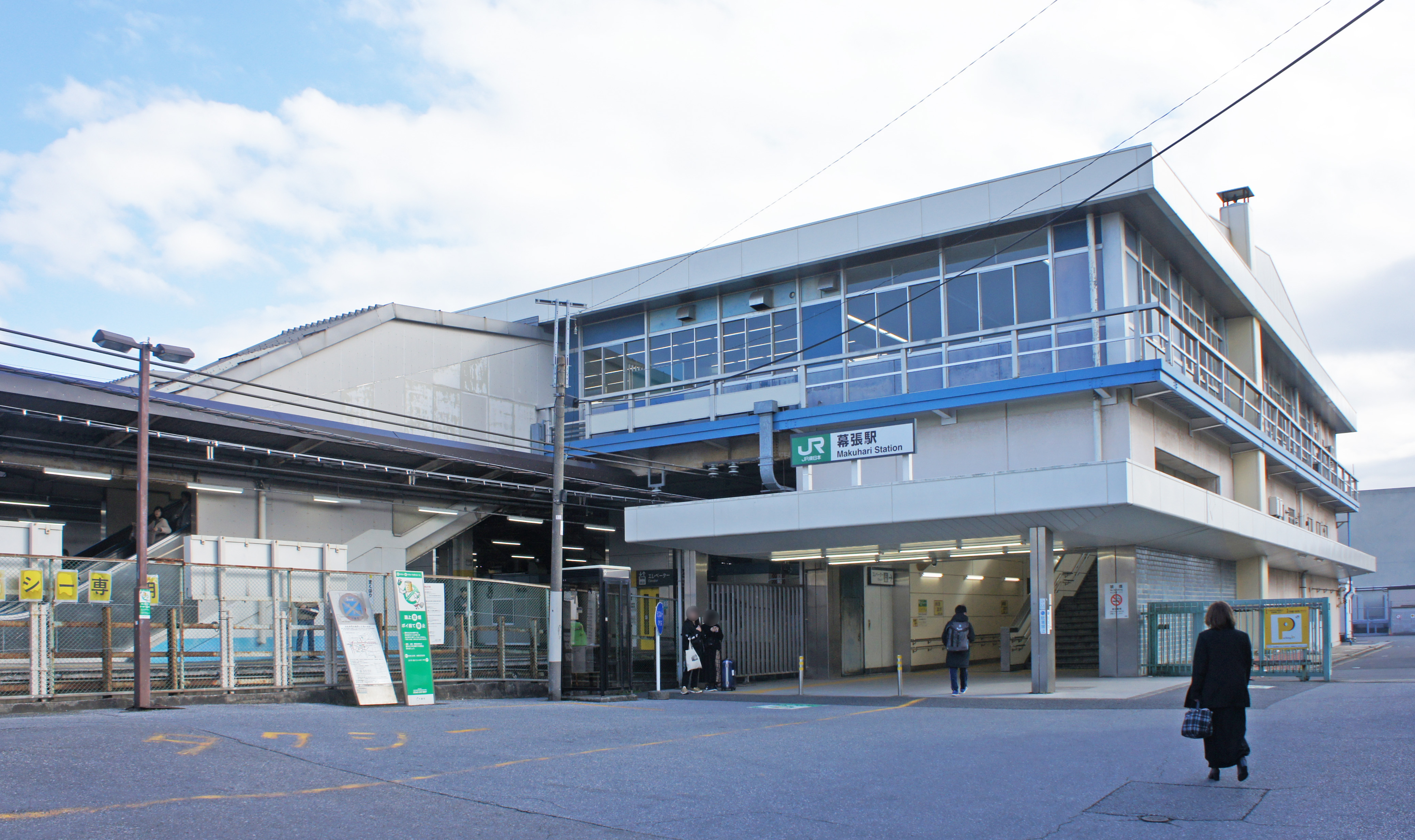
南口（2019年12月）

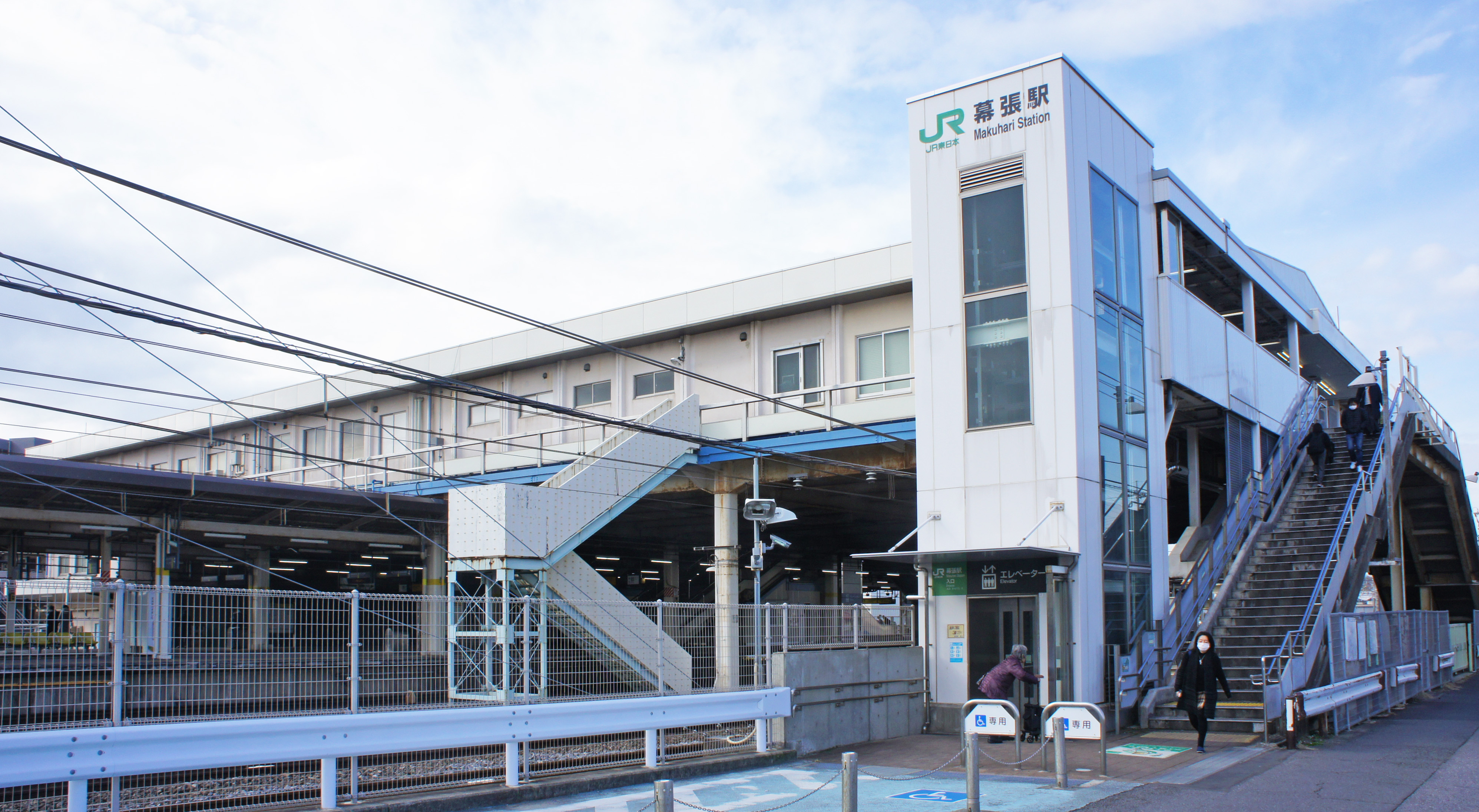
北口（2019年12月）

幕張駅（まくはりえき）は、千葉県千葉市花見川区幕張町五丁目にある、東日本旅客鉄道（JR東日本）総武本線の駅である。運行系統としては緩行線を走行する総武緩行線が停車する。駅番号はJB 35。

## 歴史
- 1894年（明治27年）12月9日：総武鉄道の駅として開業[1]。旅客・貨物の取り扱いを開始。
- 1907年（明治40年）9月1日：鉄道国有法により買収され、帝国鉄道庁の駅となる[2]。
- 1969年（昭和44年）10月1日：配達の取り扱いを廃止[2]。
- 1973年（昭和48年）11月1日：貨物の取り扱いを廃止[2]。
- 1978年（昭和53年）7月1日：荷物の取り扱いを廃止[2]。
- 1987年（昭和62年）4月1日：国鉄分割民営化により、東日本旅客鉄道（JR東日本）の駅となる[1]。
- 1993年（平成5年）5月15日：自動改札機の使用を開始[3]。
- 1998年（平成10年）11月26日：発車メロディを導入。
- 2001年（平成13年）11月18日：ICカード「Suica」の利用が可能となる[広報 1]。
- 2010年（平成22年）7月30日：発車メロディを変更。
- 2013年（平成25年）1月31日：この日をもってみどりの窓口が営業を終了。
- 2018年（平成30年）4月13日：北口に暫定駅前広場が完成し、供用開始する[4][5]。
- 2023年（令和5年）
  - 7月31日：JR幕張駅北口駅前広場開業記念式典[6]。
  - 8月1日：北口の暫定駅前広場が封鎖され、新たな駅前広場が供用を開始する[6]。
- 2025年（令和7年）度：1・4番線ホームでスマートホームドアの使用を開始（予定）[7]。

## 駅構造
複々線上の緩行線に設けられた島式ホーム2面3線を有する地上駅。
駅舎は橋上駅舎で、出入口は線路を挟んで両側にある。以前は北口・南口ともに階段しか設置されていなかったが、現在はエレベーターが設置されている。
津田沼統括センター管内の直営駅で、Suica対応自動改札機・指定席券売機設置駅。
中線は、かつて本格パイプライン稼働前の成田空港にジェット燃料を暫定輸送していた貨物列車をスイッチバックさせるために設けられたものである。用途としては、毎日早朝に1本当駅始発の電車が設定されているほか、当駅折り返しの電車が設定されていたこともあり、現在も異常時には折り返し電車が設定されることがある。また、その他に両方面で1日1本ずつ中線を発着する電車が存在する。隣接する幕張車両センターに入庫する車両が中線に入線することもある。

### のりば
| 番線 | 路線               | 方向 | 行先                     |
| ---- | ------------------ | ---- | ------------------------ |
| 1・2 | 総武線（各駅停車） | 西行 | 西船橋・秋葉原・新宿方面 |
| 3・4 | 総武線（各駅停車） | 東行 | 稲毛・千葉方面           |

（出典：JR東日本:駅構内図）
- 2・3番線は中線を共用している。暫定輸送当時は、過激派からの襲撃防止のために片方のホームにフェンスが張られていた[8]。
- 快速線上にはホームはないが、幕張車両センターとの入出区を行っており、中線が存在するため信号設備上は連動駅である。

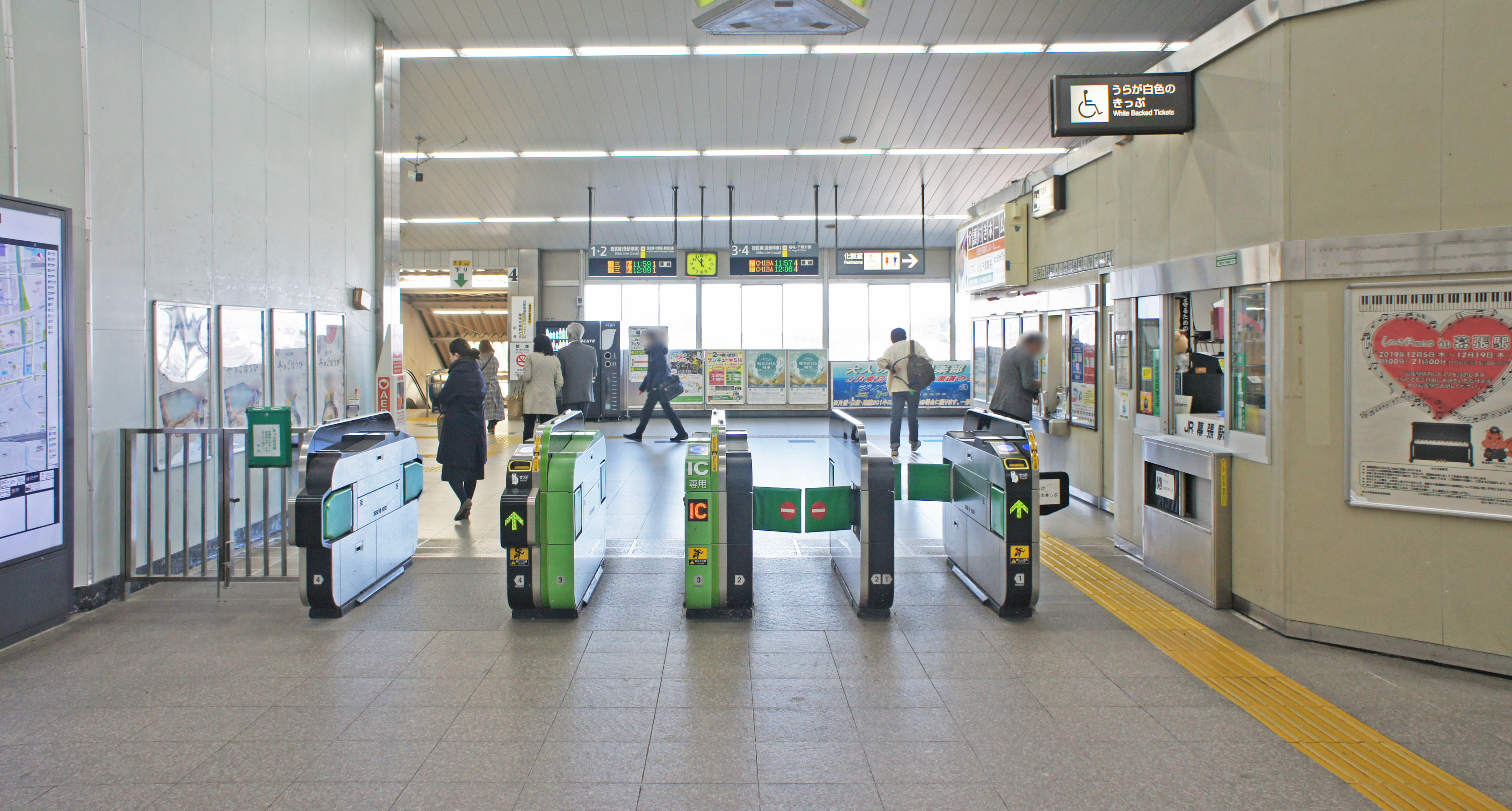
改札口（2019年12月）
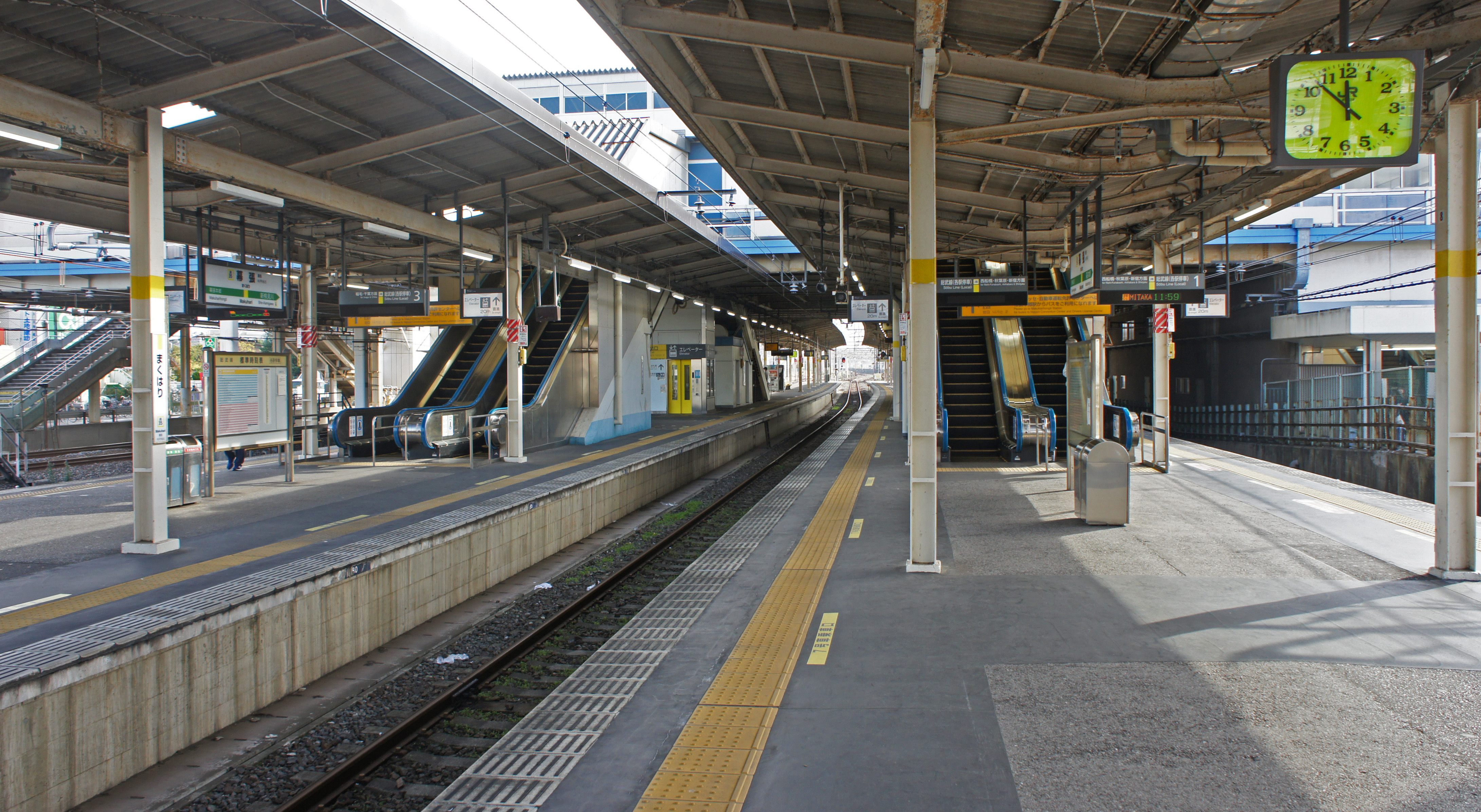
駅ホーム（2019年12月）

### 発車メロディ
1998年11月26日より東洋メディアリンクス制作の発車メロディを使用していた（一時期、2番線のみ五感工房制作の「JR-SH2-3」を使用していた）が、2010年7月30日にスイッチ制作のメロディに変更されている。
| 1 |                  | ハッピーガール |
| 2 | 朝のドヴィッシー |                |
| 3 | ジュピターE      |                |
| 4 | 幸福の銀レール   |                |

### 駅舎内の施設
- NewDays
- VIEW ALTTE
- 指定席券売機
- PUDOステーション（日本国内設置第1号）

## 利用状況
2023年（令和5年）度の1日平均乗車人員は14,778人であり、中央・総武線（各駅停車）の駅としては最も少ない。
JR東日本および千葉県統計年鑑によると、1日平均乗車人員の推移は以下の通り。

### 年度別1日平均乗車人員（1890年代 - 1930年代）
年度全体の乗車人員を365（閏日が入る年度は366）で除して1日平均乗車人員を求めている。
| 年度               | 1日平均 乗車人員 | 出典              |
| ------------------ | ---------------- | ----------------- |
| 1897年（明治30年） | 176              | [ 千葉県統計 1 ]  |
| 1898年（明治31年） | 116              | [ 千葉県統計 2 ]  |
| 1900年（明治33年） | 118              | [ 千葉県統計 3 ]  |
| 1901年（明治34年） | 134              | [ 千葉県統計 4 ]  |
| 1905年（明治38年） | 185              | [ 千葉県統計 5 ]  |
| 1906年（明治39年） | 138              | [ 千葉県統計 6 ]  |
| 1907年（明治40年） | 173              | [ 千葉県統計 7 ]  |
| 1908年（明治41年） | 291              | [ 千葉県統計 8 ]  |
| 1909年（明治42年） | 212              | [ 千葉県統計 9 ]  |
| 1910年（明治43年） | 203              | [ 千葉県統計 10 ] |
| 1911年（明治44年） | 215              | [ 千葉県統計 11 ] |
| 1912年（大正元年） | 199              | [ 千葉県統計 12 ] |
| 1913年（大正02年） | 208              | [ 千葉県統計 13 ] |
| 1914年（大正03年） | 201              | [ 千葉県統計 14 ] |
| 1915年（大正04年） | 194              | [ 千葉県統計 15 ] |
| 1916年（大正05年） | 198              | [ 千葉県統計 16 ] |
| 1917年（大正06年） | 248              | [ 千葉県統計 17 ] |
| 1918年（大正07年） | 301              | [ 千葉県統計 18 ] |
| 1919年（大正08年） | 368              | [ 千葉県統計 19 ] |
| 1920年（大正09年） | 402              | [ 千葉県統計 20 ] |
| 1921年（大正10年） | 298              | [ 千葉県統計 21 ] |
| 1922年（大正11年） | 242              | [ 千葉県統計 22 ] |
| 1923年（大正12年） | 335              | [ 千葉県統計 23 ] |
| 1924年（大正13年） | 351              | [ 千葉県統計 24 ] |
| 1925年（大正14年） | 362              | [ 千葉県統計 25 ] |
| 1926年（昭和元年） | 412              | [ 千葉県統計 26 ] |
| 1927年（昭和02年） | 436              | [ 千葉県統計 27 ] |
| 1928年（昭和03年） | 497              | [ 千葉県統計 28 ] |
| 1929年（昭和04年） | 546              | [ 千葉県統計 29 ] |
| 1930年（昭和05年） | 511              | [ 千葉県統計 30 ] |
| 1931年（昭和06年） | 478              | [ 千葉県統計 31 ] |
| 1932年（昭和07年） | 517              | [ 千葉県統計 32 ] |
| 1933年（昭和08年） | 596              | [ 千葉県統計 33 ] |
| 1934年（昭和09年） | 637              | [ 千葉県統計 34 ] |
| 1935年（昭和10年） | 736              | [ 千葉県統計 35 ] |
| 1936年（昭和11年） | 859              | [ 千葉県統計 36 ] |

### 年度別1日平均乗車人員（1953年 - 2000年）
| 年度               | 1日平均 乗車人員 | 出典              |
| ------------------ | ---------------- | ----------------- |
| 1953年（昭和28年） | 4,636            | [ 千葉県統計 37 ] |
| 1954年（昭和29年） | 4,839            | [ 千葉県統計 38 ] |
| 1955年（昭和30年） | 5,029            | [ 千葉県統計 39 ] |
| 1956年（昭和31年） | 5,494            | [ 千葉県統計 40 ] |
| 1957年（昭和32年） | 5,940            | [ 千葉県統計 41 ] |
| 1958年（昭和33年） | 6,258            | [ 千葉県統計 42 ] |
| 1959年（昭和34年） | 6,689            | [ 千葉県統計 43 ] |
| 1960年（昭和35年） | 7,212            | [ 千葉県統計 44 ] |
| 1961年（昭和36年） | 7,579            | [ 千葉県統計 45 ] |
| 1962年（昭和37年） | 8,210            | [ 千葉県統計 46 ] |
| 1963年（昭和38年） | 8,909            | [ 千葉県統計 47 ] |
| 1964年（昭和39年） | 9,689            | [ 千葉県統計 48 ] |
| 1965年（昭和40年） | 10,220           | [ 千葉県統計 49 ] |
| 1966年（昭和41年） | 11,326           | [ 千葉県統計 50 ] |
| 1967年（昭和42年） | 11,902           | [ 千葉県統計 51 ] |
| 1968年（昭和43年） | 12,040           | [ 千葉県統計 52 ] |
| 1969年（昭和44年） | 11,066           | [ 千葉県統計 53 ] |
| 1970年（昭和45年） | 10,366           | [ 千葉県統計 54 ] |
| 1971年（昭和46年） | 10,203           | [ 千葉県統計 55 ] |
| 1972年（昭和47年） | 10,296           | [ 千葉県統計 56 ] |
| 1973年（昭和48年） | 12,308           | [ 千葉県統計 57 ] |
| 1974年（昭和49年） | 15,499           | [ 千葉県統計 58 ] |
| 1975年（昭和50年） | 15,228           | [ 千葉県統計 59 ] |
| 1976年（昭和51年） | 16,436           | [ 千葉県統計 60 ] |
| 1977年（昭和52年） | 16,877           | [ 千葉県統計 61 ] |
| 1978年（昭和53年） | 17,392           | [ 千葉県統計 62 ] |
| 1979年（昭和54年） | 13,782           | [ 千葉県統計 63 ] |
| 1980年（昭和55年） | 13,328           | [ 千葉県統計 64 ] |
| 1981年（昭和56年） | 13,652           | [ 千葉県統計 65 ] |
| 1982年（昭和57年） | 13,151           | [ 千葉県統計 66 ] |
| 1983年（昭和58年） | 13,106           | [ 千葉県統計 67 ] |
| 1984年（昭和59年） | 14,634           | [ 千葉県統計 68 ] |
| 1985年（昭和60年） | 15,376           | [ 千葉県統計 69 ] |
| 1986年（昭和61年） | 15,695           | [ 千葉県統計 70 ] |
| 1987年（昭和62年） | 16,435           | [ 千葉県統計 71 ] |
| 1988年（昭和63年） | 16,669           | [ 千葉県統計 72 ] |
| 1989年（平成元年） | 16,334           | [ 千葉県統計 73 ] |
| 1990年（平成02年） | 16,369           | [ 千葉県統計 74 ] |
| 1991年（平成03年） | 16,102           | [ 千葉県統計 75 ] |
| 1992年（平成04年） | 15,978           | [ 千葉県統計 76 ] |
| 1993年（平成05年） | 15,945           | [ 千葉県統計 77 ] |
| 1994年（平成06年） | 15,527           | [ 千葉県統計 78 ] |
| 1995年（平成07年） | 15,365           | [ 千葉県統計 79 ] |
| 1996年（平成08年） | 15,300           | [ 千葉県統計 80 ] |
| 1997年（平成09年） | 14,778           | [ 千葉県統計 81 ] |
| 1998年（平成10年） | 15,112           | [ 千葉県統計 82 ] |
| 1999年（平成11年） | 15,275           | [ 千葉県統計 83 ] |
| 2000年（平成12年） | 15,767           | [ 千葉県統計 84 ] |

### 年度別1日平均乗車人員（2001年以降）
| 年度               | 1日平均 乗車人員 | 出典               |
| ------------------ | ---------------- | ------------------ |
| 2001年（平成13年） | 15,804           | [ 千葉県統計 85 ]  |
| 2002年（平成14年） | 15,632           | [ 千葉県統計 86 ]  |
| 2003年（平成15年） | 15,459           | [ 千葉県統計 87 ]  |
| 2004年（平成16年） | 15,105           | [ 千葉県統計 88 ]  |
| 2005年（平成17年） | 14,990           | [ 千葉県統計 89 ]  |
| 2006年（平成18年） | 15,268           | [ 千葉県統計 90 ]  |
| 2007年（平成19年） | 15,292           | [ 千葉県統計 91 ]  |
| 2008年（平成20年） | 15,202           | [ 千葉県統計 92 ]  |
| 2009年（平成21年） | 15,204           | [ 千葉県統計 93 ]  |
| 2010年（平成22年） | 15,340           | [ 千葉県統計 94 ]  |
| 2011年（平成23年） | 15,498           | [ 千葉県統計 95 ]  |
| 2012年（平成24年） | 15,797           | [ 千葉県統計 96 ]  |
| 2013年（平成25年） | 16,111           | [ 千葉県統計 97 ]  |
| 2014年（平成26年） | 15,813           | [ 千葉県統計 98 ]  |
| 2015年（平成27年） | 15,809           | [ 千葉県統計 99 ]  |
| 2016年（平成28年） | 15,730           | [ 千葉県統計 100 ] |
| 2017年（平成29年） | 15,860           | [ 千葉県統計 101 ] |
| 2018年（平成30年） | 16,088           | [ 千葉県統計 102 ] |
| 2019年（令和元年） | 15,944           | [ 千葉県統計 103 ] |
| 2020年（令和02年） | 12,191           |                    |
| 2021年（令和03年） | 13,024           |                    |
| 2022年（令和04年） | 14,113           |                    |
| 2023年（令和05年） | 14,778           |                    |

備考
1. ↑  1897年・1898年・1900年・1901年・1905年・1906年については1月 - 12月の暦年

## 駅周辺

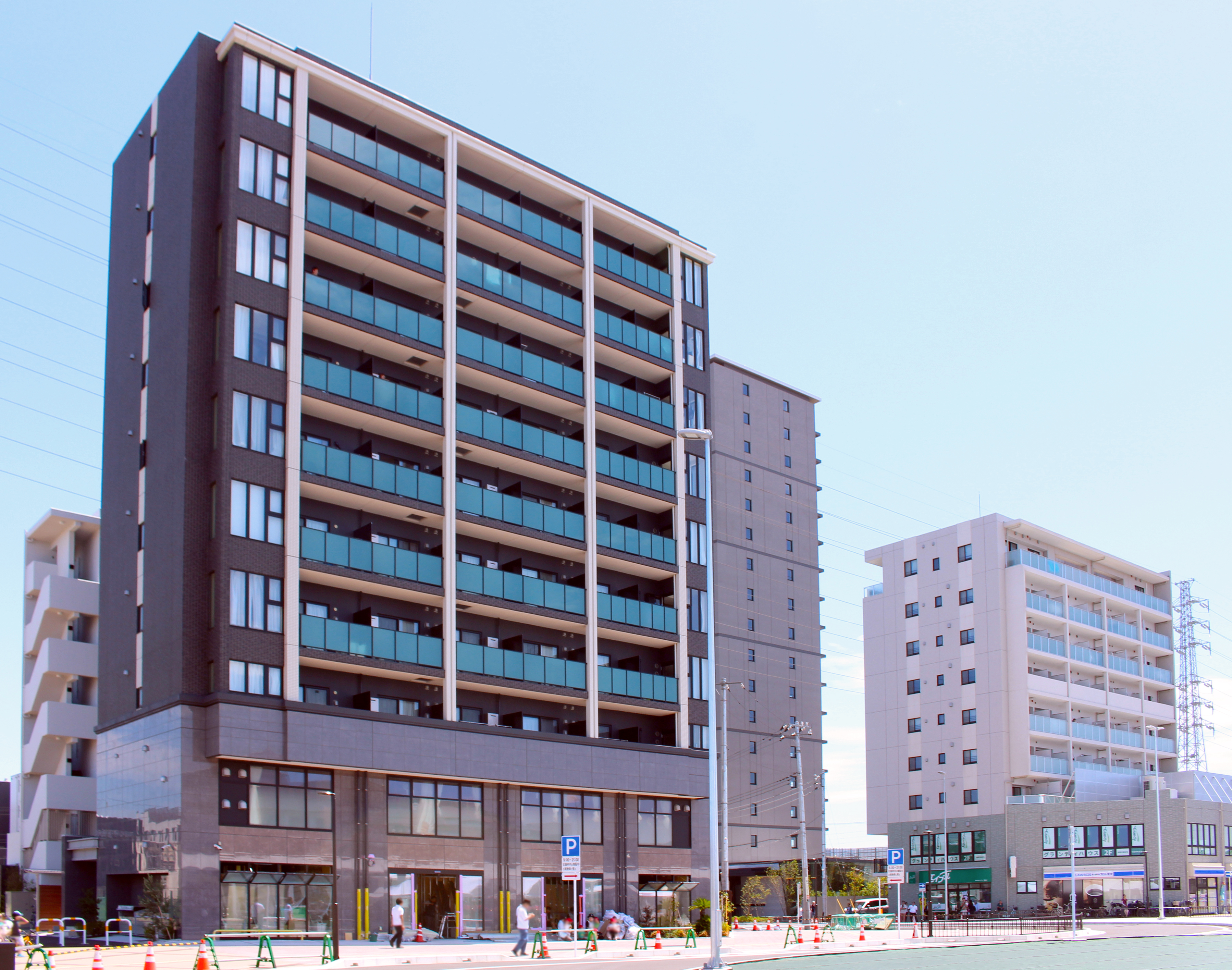
北口駅前の高層マンション
※左からGUILD幕張、シエリア幕張、ホクレア幕張

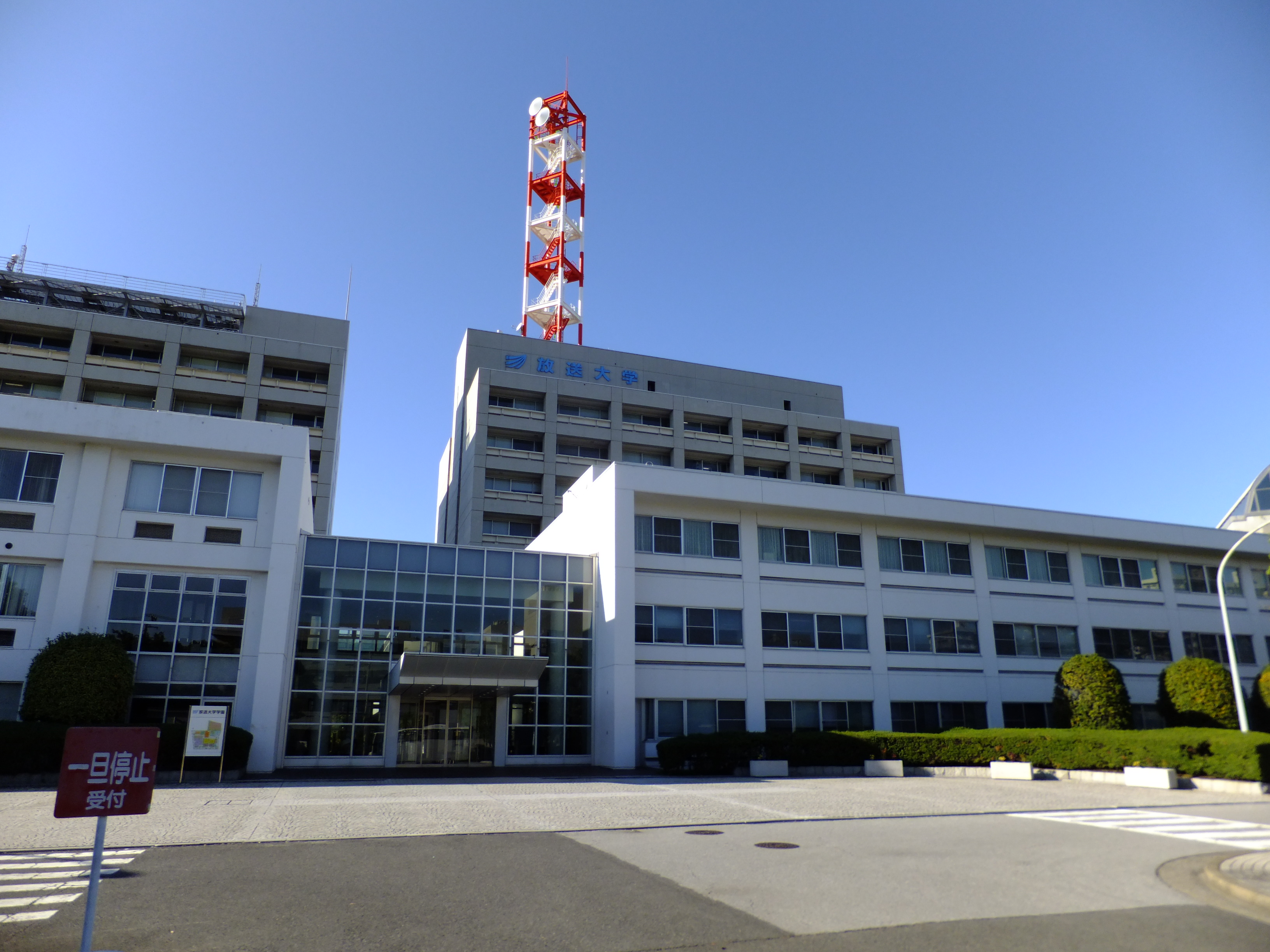
放送大学

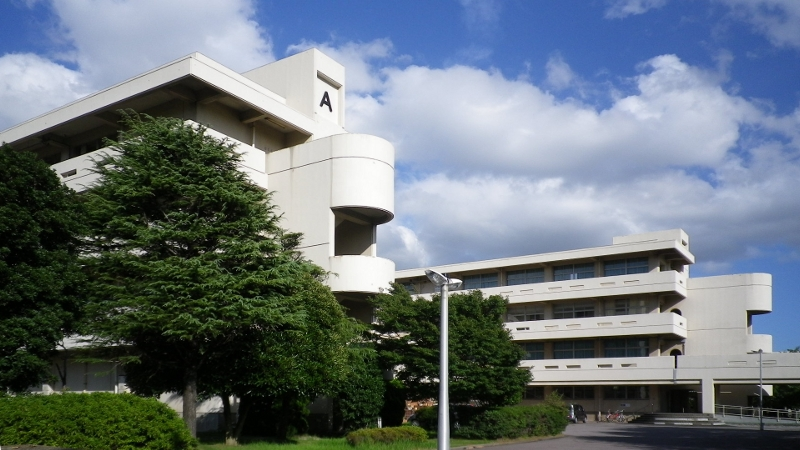
千葉県立保健医療大学

駅周辺は閑静な住宅街となっており、南へ進むと幕張新都心の文教地区の一部が1 km圏内となる。駅北口側は、東幕張土地区画整理事業により、駅前広場が完成し、新たに高層マンションなどが建てられた。

### 周辺交通
当駅を中心とする以下、概ね半径1.2キロメートル（km）程度範囲内周辺の一般国道・都道府県道・駅連絡道。
- 幕張駅北口大通り
- 千葉県道262号幕張八千代線
- 国道14号
- 京葉道路
- 東関東自動車道

### 北口方面
- 千葉西税務署
- 千葉市東幕張土地区画整理事務所
- 千葉市立幕張中学校
- 千葉市立幕張東小学校
- 幕張北口郵便局
- 京葉銀行幕張支店
- 東洋バス・千葉シーサイドバス本社
- ウエルシア薬局千葉武石店
- 三代王神社・三峯神社
- 愛宕山古墳
- 武石インターチェンジ

### 南口方面
- 京成幕張駅 - 同駅改札口まで約300メートル。近接しており、JR東日本公式サイトの駅情報ページに接続交通機関として掲載されているが、連絡運輸は行っておらず、乗り換え案内もなされない。
- 千葉県企業局幕張庁舎
- 千葉西警察署幕張駅前交番
- 千葉市花見川消防署幕張出張所
- 千葉市幕張コミュニティセンター
- 千葉市幕張公民館
- 放送大学
- 千葉県立保健医療大学
- 関東鍼灸専門学校
- 千葉県立幕張総合高等学校
- 千葉市立幕張小学校
- 千葉市立幕張南小学校
- 幕張郵便局
- 千葉健生病院・まくはり診療所
- イトーヨーカドー幕張店
- 千葉日産自動車幕張店
- ツルハドラッグ幕張店
- ヤマダデンキ家電住まいる館YAMADA幕張店
- 秋葉神社・昆陽神社 - 第2木下街道踏切跡地に移築された。
- 子守神社・巖島神社
- 青木昆陽甘藷栽培試作地・昆陽先生甘藷試作之碑
- 幕張5丁目運動広場
- 千葉市幕張舟溜跡公園

## バス路線
かつては駅前が狭くロータリーがなかったため、バス停留所は駅周辺にある状態であった。しかし、北口から徒歩3分の場所に暫定駅前広場が完成し、2018年5月26日からJR幕張駅バス停が移設された。それまでのJR幕張駅停留所であった東洋バス・千葉シーサイドバス本社脇のスペースは、バス待機場として使用されている。
2023年には北口前に駅前広場が完成し、同年8月1日よりバス停とタクシー乗り場が移設され、暫定駅前広場は封鎖された。
主な最寄り停留所は、JR幕張駅（北口ロータリー）、京成電鉄幕張駅付近にある京成幕張駅となる。以下の路線が乗り入れ、千葉シーサイドバス、京成バスにより運行されている。また、駅から南にやや離れた幕張駅入口停留所には、平和交通の運行する路線が乗り入れている。

### JR幕張駅
駅北口にて、千葉シーサイドバスが運行する路線バスが発着する。
| 停留所 | 運行事業者         | 系統・行先 | 備考                               |
| ------ | ------------------ | --- | ---------------------------------- |
| 1      | 千葉シーサイドバス | 232・240・291：海浜幕張駅 239・243・293：幕張メッセ中央 234・241・290：ZOZOマリンスタジアム                    |                                    |
| 2      | 千葉シーサイドバス | 232・233・234・236・239：花島公園 229：長作町 212：八千代台駅 221：日立製作所 290・291・292・293：花見川区役所 | 「212」系統・「221」系統は休日運休 |
| 3      | 千葉シーサイドバス | なし | 降車場                             |

### 京成幕張駅
京成バス新都心営業所が運行する路線バスが発着する。
- 海51・海52：海浜幕張駅

### 幕張駅入口
平和交通が運行する路線バスが発着する。
- 稲毛・海浜幕張線：海浜幕張駅 / 稲毛駅

## その他
- 乗客の中には、駅名から幕張新都心、および美浜区にある幕張周辺施設の最寄り駅であると勘違いして下車するケースがみられるが、本来の最寄り駅である京葉線海浜幕張駅方面へは直線距離でも約2 kmほど離れている。千葉シーサイドバスが当駅北口から幕張メッセ方面（海浜幕張駅）への路線バスを運行しているものの、曜日や時間帯によっては本数が少ないため、高頻度で運行されている隣の幕張本郷駅からの路線バス利用が主流である。このため当駅ホームの階段上り口の案内には「幕張メッセ・自動車運転免許センターへは、幕張本郷駅からバスをご利用になれます。」と表示されている。
- 放送大学本部、幕張総合高等学校看護科、千葉県立衛生短期大学など一部の幕張新都心周辺施設は当駅が最寄り駅となる。
- 2007年1月5日より、京成バスが幕張新都心周遊バス「ポケットバス」を京成幕張駅まで延伸したため、こちらでも海浜幕張駅方面へアクセスできるが、土休日の一部を除き日中時間帯の運行はなく、本数は極端に少ない（バス路線の詳細については上記を参照）。
- 地元市議を中心に快速電車の停車が要望されている[11]。

### 第2木下街道踏切・花立踏切

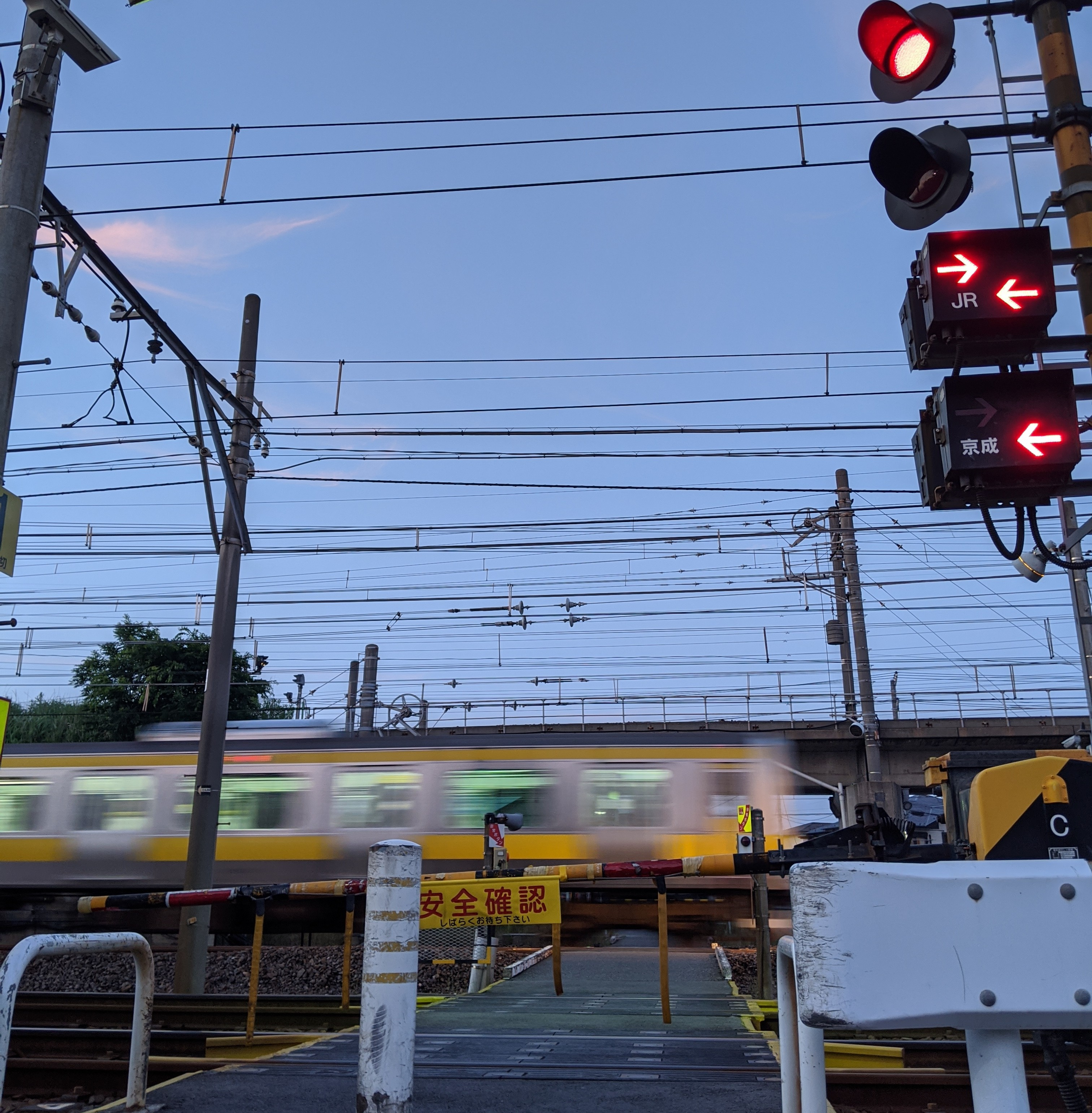
花立踏切（2020年6月）

当駅と隣の幕張本郷駅との間、幕張車両センターの東側には、東京駅 - 千葉駅間（および錦糸町駅 - 御茶ノ水駅間や中央本線（御茶ノ水駅 - 三鷹駅）区間を含めた中央・総武緩行線）で唯一の踏切である「花立踏切」がある。通過する列車が大変多く「開かずの踏切」となっているため、踏切の立体交差化が計画されている。
花立踏切から幕張駅寄りに存在した第2木下街道踏切は、2004年7月の通称「幕張昆陽地下道」の開通に伴い廃止された。唯一残った花立踏切でも千葉市による立体交差化事業が進められているが、2006年に東京都内の同様工事で発生した隆起事故の対策のために建設費の見込みが当初計画の1.5倍に増大したことや、先述した幕張昆陽地下道の開通と千葉市道幕張223号線沿いの商店街の衰退により交通量が減少したことにより、2011年に工事が中断され、当初の工事計画が見直された。当初は2016年度からの再開を予定していたが、隆起事故防止のため機械掘削を人力掘削に変更したことや人件費高騰などにより建設費の見込みは当初計画の2倍以上に達した。2017年度末、千葉市は、費用対効果が低く便益を伴わない事業は行わないべきであるとして、事業自体の中断を決定した。これに対して地元自治会からは不満の声が上がったほか、千葉市は鉄道事業者から踏切の安全対策として別に30億円の負担を要求されることとなった。千葉市では現在計画中の「都市計画道路幕張本郷松波線」の整備事業の方が本事業より費用対効果が良く、なおかつ時間が経てば建設技術の進展による本事業の建設費節減も期待できるとして、幕張本郷松波線の建設を先行させる予定だが、当該路線についても通過する途中地点で計画されている「東幕張土地区画整理事業」の花立踏切の周辺を含む美浜長作町線以西における事業開始の目途が立っていないため、予定までに完成するかは不透明となっている。花立踏切については、2022年度以降に改めて再開の検討をすることとなった。事業の長期化が見込まれるため、花立踏切から約250m東方にある「北寺口跨線人道橋」にエレベーターを新設し、事業終了までの代替とする予定である。

### 東幕張土地区画整理事業
幕張駅北口の土地区画整理（「東幕張土地区画整理事業」 事業主体：千葉市都市局都市部東幕張土地区画整理事務所）に伴い、現在用地買収および土木・建築工事を進めている。
施行者の千葉市の都市計画によれば、施行期間は平成8年度 - 平成42年度（令和12年度）、施行面積26.1 ha、駅北口に駅前広場を新設し、駅前に接続する新たな都市計画道路（幕張町武石町線）や、もう一つの都市計画道路（幕張本郷松波線）他の区画道路、公園などを建設する予定である。
施行地区の区域は、千葉市花見川区幕張町4・5・6丁目、武石町1丁目及び同2丁目の各一部である。

## 隣の駅
東日本旅客鉄道（JR東日本）
 総武線（各駅停車）
幕張本郷駅 (JB 34) - 幕張駅 (JB 35) - 新検見川駅 (JB 36)